# ورانو ناد تپلیو
ورانو ناد تپلیو (به آلمانی: Frö(h)nel) یک شهرک در اسلواکی با جمعیت ۲۳٬۰۶۳ نفر است که در Vranov nad Topľou District واقع شده‌است.